# Budarsche Stiftung
Die Budarsche Stiftung war eine vom 18. bis 20. Jahrhundert in der Armenfürsorge für die sorbische Bevölkerung der Lausitz und darüber hinaus tätige Stiftung.
Begründet wurde die Stiftung durch den sorbischen Rittergutsbesitzer und als Bauernadvokat bekannt gewordenen Jan Michał Budar aus Obergurig. In seinem 1767 aufgesetzten und im Amt Stolpen hinterlegten Testament hatte er die gesamte meißnische, Ober- und Niederlausitzer wendische Armut als Erbe seines erheblichen Vermögens eingesetzt. Mit seinem Tod im Jahr 1789 entstand somit die Budarsche Stiftung.
Nach dem Willen des Stifters waren Personen von Zahlungen der Stiftung ausgeschlossen:
a) welche nicht wendischer Abkunft sind;
b) welche noch arbeitsfähig sind und bei gehöriger Anstrengung ihrer Kräfte sich selbst ernähren können;
c) welche durch eine liederliche Lebensweise verarmt sind, oder grobe Vergehen, namentlich Diebstahl und Ehebruch, begangen haben; sowie solche,
d) die von Verwandten oder Gemeinden die nöthige Unterstützung erhalten können.
Eine Unterscheidung bezüglich eines religiösen Bekenntnisses erfolgte nicht.
Die Erträge der Stiftung wurden über die königliche Regierung zu Frankfurt (Oder) gemäß den Stiftungsbestimmungen verteilt. Die betroffenen Landratsämter erhielten jährlich einen anteiligen Betrag zugewiesen. Die Ortspolizeibehörden stellten Personenlisten berechtigter Personen zusammen und verteilten an diese die Beträge. Diese Listen dienen heute auch der Rekonstruktion der damaligen ethnischen Verhältnisse im sorbischen Siedlungsgebiet.
Durch die Inflation nach Ende des Ersten Weltkrieges wurde das Stiftungsvermögen vernichtet, so dass die Stiftung ihre Tätigkeit einstellte.